# عدد شانون
عدد شانون، سُمي على إسم عالم الرياضيات الأمريكي كلود شانون، هو الحد الأدنى المحافظ لتعقيد شجرة لعبة الشطرنج البالغ 10 120، استناداً إلى متوسط يبلغ 10 3 احتمالاً لزوج من الحركات مكون من حركة للأبيض متبوعاً بحركة للاسود، وتستغرق اللعبة النموذجية زهاء 40 زوجاً من هذه الحركات.

## حساب شانون
بيّن شانون حساباً للحد الأدنى لتعقيد شجرة لعبة الشطرنج، مسفراً عن حوالي 10 120 لعبة محتملة، لإثبات عدم جدوى حل الشطرنج بأسلوب البحث الشامل، في ورقته البحثية عام 1950 بعنوان "برمجة الحاسوب للعب الشطرنج". (قدمت هذه الورقة المؤثرة مجال الشطرنج الحاسوبي . )
كما قدر شانون عدد الاوضاع الممكنة "للترتيب العام بـ {\displaystyle \scriptstyle {\frac {64!}{32!{8!}^{2}{2!}^{6}}}}، أو ما يقرب من 10 43. وهذا يشمل بعض الاوضاع غير القانونية (على سبيل المثال، بيادق في الصف الأول، وعندما يكون كلا الملكين في وضع "كش ملك") وأستثنى اوضاع قانونية بعد الأسر والترقيات.
| عدد النقلات (نصف حركات) | عدد الألعاب الممكنة           | عدد كش ملك          |
| ----------------------- | ----------------------------- | ------------------- |
| 1                       | 20                            | 0                   |
| 2                       | 400                           | 0                   |
| 3                       | 8902                          | 0                   |
| 4                       | 197281                        | 8                   |
| 5                       | 4،865،609                     | 347                 |
| 6                       | 119.060.324                   | 10828               |
| 7                       | 3،195،901،860                 | 435767              |
| 8                       | 84،998،978،956                | 9،852،036           |
| 9                       | 2،439،530،234،167             | 400191963           |
| 10                      | 69،352،859،712،417            | 8790619155          |
| 11                      | 2،097،651،003،696،806         | 362،290،010،907     |
| 12                      | 62،854،969،236،701،747        | 8،361،091،858،959   |
| 13                      | 1،981،066،775،000،396،239     | 346،742،245،764،219 |
| 14                      | 61.885.021.521.585.529.237    |                     |
| 15                      | 2،015،099،950،053،364،471،960 |                     |

بعد أن يقوم كل لاعب بتحريك القطعة 5 مرات كل (10 نقلات)، يكون هناك 69352.859.712417 لعبة يمكن لعبها.

## الحدود الأضيق

### الحد الاعلى
مع الأخذ في الاعتبار أعداد شانون، قام فيكتور أليس بحساب حد أعلى قدره 5 × 10 52 لعدد المواضع، وقدر العدد الحقيقي بأنه حوالي 10 50. وتحسن النتائج الحديثة  هذا التقدير، بإثبات حد أعلى قدره 8.7 × 10 45، ومبينةً أن الحد الأعلى يبلغ 4 × 10 37 في غياب الترقيات.

### الحد الأدنى
قدر أليس أيضاً أن تعقيد شجرة اللعبة يبلغ10 123 على الأقل، "بناءً على متوسط عامل تشعب 35 ومتوسط طول لعبة 80". على سبيل المقارنة، يُقدر عدد الذرات في الكون المرئي، والذي يُقارن به غالباً، بنحو 10 80.

### التقديرات الدقيقة
قدّر جون ترومب وبيتر أوسترلوند عدد أوضاع الشطرنج القانونية بمستوى ثقة 95٪ عند{\displaystyle (4.822\pm 0.028)\times 10^{44}}، استناداً إلى تقابلية محسوبة بكفاءة بين الأعداد الصحيحة وأوضاع الشطرنج.

## عدد ألعاب الشطرنج المعقولة
وعلى سبيل المقارنة مع عدد شانون، إذا حُللت لعبة الشطرنج لعدد الألعاب "المعقولة" التي يمكن لعبها (دون احتساب الحركات التافهة أو الواضحة الخسارة للعبة مثل تحريك ملكة ليتم التقاطها على الفور من قبل بيدق دون تعويض)، فإن النتيجة أقرب إلى حوالي 1040لعبة. يعتمد ذلك على وجود خيار من حوالي ثلاث حركات معقولة في كل طية (نصف حركة)، وطول لعبة 80 طية (أو على نحو مكافئ، 40 حركة).

## أنظر أيضا
- حل الشطرنج
- لعبة الغو والرياضيات
- تعقيد اللعبة
- انفجار توافيقي